# Repêchage d'entrée dans la KHL 2009
2010
Le repêchage d'entrée dans la KHL 2009 est le premier repêchage d'entrée de l'histoire de la Ligue continentale de hockey – également connue sous le sigle de KHL en référence à son nom russe : Kontinentalnaïa Hokkeïnaïa Liga. Le repêchage a lieu le 1er juin 2009 et 23 équipes y participent. Le défenseur Mikhaïl Pachnine est le premier joueur de l'histoire à être choisi par le HK CSKA Moscou.

## Le repêchage

### Premier tour
| Rang | Joueur                   | Position | Nationalité   | Équipe de la KHL                                             | Repêché de                   |
| ---- | ------------------------ | -------- | ------------- | ------------------------------------------------------------ | ---------------------------- |
| 1    | Mikhaïl Pachnine         | D        | Russie        | HK CSKA Moscou (↔ Dinamo Minsk)                              | Metchel Tcheliabinsk         |
| 2    | Mikhaïl Stefanovitch     | AD       | Biélorussie   | Dinamo Minsk (↔Metallourg Novokouznetsk puis HK CSKA Moscou) | Remparts de Québec (LHJMQ)   |
| 3    | Dmitri Chikine           | G        | Russie        | Amour Khabarovsk                                             | Kristall Elektrostal         |
| 4    | Nikita Zaïtsev           | D        | Russie        | Sibir Novossibirsk                                           | MHK Krylia Sovetov           |
| 5    | Refus                    |          |               | HK MVD Balachikha                                            |                              |
| 6    | Dmitri Gromov            | D        | Russie        | Severstal Tcherepovets                                       | MHK Krylia Sovetov           |
| 7    | Refus                    |          |               | Avangard Omsk                                                |                              |
| 8    | Harri Säteri             | G        | Finlande      | SKA Saint-Pétersbourg                                        | Tappara Tampere (SM-Liiga)   |
| 9    | Vadim Iachtchouk         | A        | Russie        | Neftekhimik Nijnekamsk                                       | HK Belgorod                  |
| 10   | Ignat Zemtchenko         | A        | Russie        | Severstal Tcherepovets (↔ Lada Togliatti)                    | MHK Krylia Sovetov           |
| 11   | Ievgueni Molotilov       | D        | Russie        | Atlant Mytichtchi (↔ Traktor Tcheliabinsk)                   | Storm de Guelph (LHO)        |
| 12   | Ramis Sadikov            | G        | Russie        | SKA Saint-Pétersbourg (↔ Torpedo Nijni Novgorod)             |                              |
| 13   | Roberts Bukarts          | A        | Lettonie      | Dinamo Riga                                                  | Krylia Sovetov               |
| 14   | Vladimír Růžička         | A        | Tchéquie      | SKA Saint-Pétersbourg (↔ HC Spartak Moscou)                  | HC Slavia Prague (Extraliga) |
| 15   | Tomáš Tatar              | A        | Slovaquie     | SKA Saint-Pétersbourg                                        | HKm Zvolen                   |
| 16   | Andreï Bykov             | A        | Russie Suisse | HK Dinamo Moscou                                             | HC Fribourg-Gottéron (LNA)   |
| 17   | Aleksandr Savoskine      | D        | Russie        | Metallourg Magnitogorsk                                      | Krylia Sovetov               |
| 18   | Kirill Gotovets          | D        | Biélorussie   | Dinamo Minsk (↔HK CSKA Moscou)                               | Shattuck St. Mary's (USHS)   |
| 19   | Magnus Svensson Pääjärvi | AD       | Suède         | Lokomotiv Iaroslavl                                          | Timrå IK (Elitserien)        |
| 20   | Stefan Stepanov          | D        | Russie        | Atlant Mytichtchi                                            | Krylia Sovetov               |
| 21   | Aleksandr Chevtchenko    | A        | Russie        | Atlant Mytichtchi (↔ Ak Bars Kazan)                          | HK Belgorod                  |
| 22   | Ievgueni Rybnitski       | D        | Russie        | Lada Togliatti (↔ Salavat Ioulaïev Oufa)                     | Ijstal Ijevsk                |
| 23   | Ondřej Roman             | AG       | Tchéquie      | Avtomobilist Iekaterinbourg                                  | HC Vítkovice (Extraliga)     |

### Deuxième tour
| Rang | Joueur               | Position | Nationalité | Équipe de la KHL                                                 | Repêché de                   |
| ---- | -------------------- | -------- | ----------- | ---------------------------------------------------------------- | ---------------------------- |
| 24   | Teemu Pulkkinen      | A        | Finlande    | Dinamo Minsk                                                     | Jokerit Helsinki (SM-Liiga)  |
| 25   | Andreï Leonov        | A        | Russie      | SKA Saint-Pétersbourg (↔Metallourg Novokouznetsk)                | Kristall Elektrostal         |
| 26   | Artiom Tomiline      | A        | Russie      | Amour Khabarovsk                                                 | Krylia Sovetov               |
| 27   | Michal Řepík         | AD       | Tchéquie    | Sibir Novossibirsk                                               | Americans de Rochester (LAH) |
| 28   | Aleksandr Gogolev    | A        | Russie      | HK Spartak Moscou (↔HK MVD Balachikha)                           | MHK Krylia Sovetov           |
| 29   | Vitali Popov         | A        | Russie      | Severstal Tcherepovets                                           | MHK Krylia Sovetov           |
| 30   | Roman Roukovichnikov | D        | Russie      | Atlant Mytichtchi (↔Avangard Omsk)                               |                              |
| 31   | Aleksandr Ataïev     | D        | Russie      | HK Dinamo Moscou (↔Barys Astana)                                 | Krylia Sovetov               |
| 32   | Erik Karlsson        | D        | Suède       | Lokomotiv Iaroslavl (↔Neftekhimik Nijnekamsk)                    | Frölunda HC (Elitserien)     |
| 33   | Iouri Cheremetiev    | C        | Russie      | HK CSKA Moscou (↔Lada Togliatti Barys Astana)                    | Mooseheads d'Halifax (LHJMQ) |
| 34   | Antonin Melka        | A        | Tchéquie    | SKA Saint-Pétersbourg (↔Traktor Tcheliabinsk)                    | HC Kladno                    |
| 35   | Kaspars Daugavins    | A        | Lettonie    | Torpedo Nijni Novgorod                                           | Senators de Binghamton (LAH) |
| 36   | Roberts Jekimovs     | A        | Lettonie    | Dinamo Riga                                                      | Brynäs IF (J20 Superelit)    |
| 37   | Artiom Voronine      | A        | Russie      | HK Spartak Moscou                                                | MHK Krylia Sovetov           |
| 38   | Refus                |          |             | Metallourg Novokouznetsk (↔SKA Saint-Pétersbourg)                |                              |
| 39   | Jyri Niemi           | D        | Finlande    | SKA Saint-Pétersbourg (↔HK Dinamo Moscou Traktor Tcheliabinsk)   | Blades de Saskatoon (WHL)    |
| 40   | Mattias Tedenby      | A        | Suède       | Atlant Mytichtchi (↔Metallourg Magnitogorsk par l'Avangard Omsk) | HV 71 (Elitserien)           |
| 41   | Mikael Granlund      | A        | Finlande    | Dinamo Minsk (↔HK CSKA Moscou)                                   |                              |
| 42   | Jaroslav Janus       | G        | Slovaquie   | Lokomotiv Iaroslavl                                              | Otters d'Érié (LOH)          |
| 43   | Jiří Tlustý          | AG       | Tchéquie    | Atlant Mytichtchi                                                | Marlies de Toronto (LAH)     |
| 44   | Refus                | D        |             | Ak Bars Kazan                                                    |                              |
| 45   | Mikhaïl Grigoriev    | D        | Russie      | Salavat Ioulaïev Oufa                                            | Ioujny Oural Orsk            |
| 46   | Alekseï Filippov     | A        | Russie      | Avtomobilist Iekaterinbourg                                      | MHK Krylia Sovetov           |

### Troisième tour
| Rang | Joueur             | Position | Nationalité | Équipe de la KHL                                                 | Repêché de                      |
| ---- | ------------------ | -------- | ----------- | ---------------------------------------------------------------- | ------------------------------- |
| 47   | Piotr Ieremine     | G        | Russie      | Atlant Mytichtchi                                                | Kristall Elektrostal            |
| 48   | Artsyom Dziamko    | C        | Biélorussie | Dinamo Minsk                                                     | Titan d'Acadie-Bathurst (LHJMQ) |
| 49   | Gueorgui Doulnev   | D        | Russie      | Metallourg Novokouznetsk                                         | Kristall Elektrostal            |
| 50   | Sergueï Chistiakov | A        | Russie      | HK Spartak Moscou (↔ Amour Khabarovsk)                           | Kristall Elektrostal            |
| 51   | Simon Hjalmarsson  | A        | Suède       | Sibir Novossibirsk                                               | Borås HC (Allsvenskan)          |
| 52   | Refus              |          |             | HK MVD Balachikha                                                |                                 |
| 53   | Kirill Sviïazov    | D        | Russie      | Severstal Tcherepovets                                           | MHK Krylia Sovetov              |
| 54   | Artiom Venskel     | D        | Russie      | Atlant Mytichtchi (↔ Avangard Omsk)                              | Vitiaz Tchekhov                 |
| 55   | Boris Novikov      | D        | Russie      | Barys Astana                                                     | MHK Krylia Sovetov              |
| 56   | Zack Kassian       | AD       | Canada      | HK Dinamo Moscou (↔ Neftekhimik Nijnekamsk)                      | Petes de Peterborough (LOH)     |
| 57   | Iegor Antropov     | D        | Russie      | Atlant Mytichtchi (↔ Traktor Tcheliabinsk)                       | Belye Medvedi                   |
| 58   | Roman Květoň       |          | Tchéquie    | Atlant Mytichtchi (↔ Torpedo Nijni Novgorod par l'Avangard Omsk) | HC Oceláři Třinec               |
| 59   | Ainars Podzins     | A        | Lettonie    | Dinamo Riga                                                      | Krylia Sovetov                  |
| 60   | Juraj Mikúš        | A        | Slovaquie   | HK Spartak Moscou                                                | HK 36 Skalica (Extraliga)       |
| 61   | Jacob Josefson     | A        | Suède       | SKA Saint-Pétersbourg                                            | Djurgårdens IF (Elitserien)     |
| 62   | Erik Gudbranson    | D        | Canada      | HK Dinamo Moscou                                                 | Frontenacs de Kingston (LOH)    |
| 63   | Marat Zaripov      | A        | Russie      | Metallourg Magnitogorsk                                          | Metchel Tcheliabinsk            |
| 64   | Iouri Lavretski    | G        | Russie      | Dinamo Minsk (↔ HK CSKA Moscou)                                  | Kapitan Stoupino                |
| 65   | Nikolai Suslo      | A        | Biélorussie | Lokomotiv Iaroslavl                                              | HK Gomel (Ekstraliga)           |
| 66   | Jhonas Enroth      | G        | Suède       | Atlant Mytichtchi                                                | Pirates de Portland (LAH)       |
| 67   | Oleg Li            | A        | Russie      | Atlant Mytichtchi (↔ Ak Bars Kazan)                              | Force de Fargo (USHL)           |
| 68   | Ilia Ivanovski     | A        | Russie      | Salavat Ioulaïev Oufa                                            | Vitiaz Tchekhov                 |
| 69   | Richard Pánik      | A        | Slovaquie   | Avtomobilist Iekaterinbourg                                      | HC Oceláři Třinec (Extraliga)   |

### Quatrième tour
| Rang | Joueur               | Position | Nationalité | Équipe de la KHL                               | Repêché de                   |
| ---- | -------------------- | -------- | ----------- | ---------------------------------------------- | ---------------------------- |
| 70   | Siarhieï Cheleh      | D        | Biélorussie | Dinamo Minsk                                   | Wolves de Sudbury (WHL)      |
| 71   | Maksim Matushkin     | D        | Suède       | Metallourg Novokouznetsk                       | IF Björklöven (Allsvenskan)  |
| 72   | Refus                |          |             | Lada Togliatti (↔ Amour Khabarovsk)            |                              |
| 73   | Kristoffer Berglund  | D        | Suède       | Sibir Novossibirsk                             | Luleå HF (Elitserien)        |
| 74   | Aleksandr Fedosseïev | A        | Russie      | HK CSKA Moscou (↔ HK MVD)                      | MHK Krylia Sovetov           |
| 75   | Artur Ganzvind       | A        | Russie      | Severstal Tcherepovets                         | MHK Krylia Sovetov           |
| 76   | Aleksandr Toropov    | D        | Russie      | Avangard Omsk                                  | Avangard Omsk                |
| 77   | Kirill Alenikov      | D        | Russie      | Barys Astana                                   | Metallourg Magnitogorsk      |
| 78   | Miro Hovinen         | D        | Finlande    | HK Dinamo Moscou (↔ Neftekhimik Nijnekamsk)    | Jokerit Helsinki (SM-Liiga)  |
| 79   | Sergueï Riaboukhine  | A        | Russie      | Lada Togliatti                                 | CSK VVS Samara               |
| 80   | Michal Jordán        | D        | Tchéquie    | SKA Saint-Pétersbourg (↔ Traktor Tcheliabinsk) | Whalers de Plymouth (LHO)    |
| 81   | Aleksandr Frolenkov  | D        | Russie      | Torpedo Nijni Novgorod                         |                              |
| 82   | Andris Dzerins       | C        | Lettonie    | Dinamo Riga                                    | Frontenacs de Kingston (LHO) |
| 83   | Victor Hedman        | D        | Suède       | HK Spartak Moscou                              | MODO hockey (Elitserien)     |
| 84   | Pavel Bondarevski    | A        | Russie      | Neftekhimik Nijnekamsk (↔ HK Dinamo Moscou)    |                              |
| 85   | Oliver Ekman Larsson | D        | Suède       | Metallourg Magnitogorsk                        | Leksands IF (Allsvenskan)    |
| 86   | Simon Bertilsson     | D        | Suède       | Metallourg Magnitogorsk (↔ HK CSKA Moscou)     | Brynäs IF (Elitserien)       |
| 87   | Toni Rajala          | A        | Finlande    | Lokomotiv Iaroslavl                            | Ilves Tampere (SM-Liiga)     |
| 88   | Dmitri Chvidenko     | D        | Russie      | Atlant Mytichtchi                              | HK Spartak Moscou            |
| 89   | Taylor Hall          | AG       | Canada      | Ak Bars Kazan                                  | Spitfires de Windsor (LHO)   |
| 90   | Iegor Martynov       | D        | Russie      | Salavat Ioulaïev Oufa                          | Metchel Tcheliabinsk         |
| 91   | Kirill Badouline     | D        | Russie      | Avtomobilist Iekaterinbourg                    | Metchel Tcheliabinsk         |